# Buvignies
Buvignies is een gehucht in het Franse Noorderdepartement en een deel van de gemeente Bavay. Het ligt anderhalve kilometer ten zuidwesten van het stadscentrum van Bavay, langs de steenweg naar Le Cateau-Cambrésis.

## Geschiedenis
Het gehucht Buvignies lag ten zuidwesten van de vestingstad Bavay Op de 18de-eeuwse Cassinikaart staat de plaats weergegeven als Buvignies.
Bij de oprichting van de gemeenten op het eind van het ancien régime werd Buvignies een gemeente. In 1825 werd de gemeente, die zo'n 100-tal inwoners telde, opgeheven en bij de gemeente Louvignies-Bavay gevoegd. Toen die gemeente in 1946 met Bavay fusioneerde werd ook Buvignies een gehucht van de stad.